# IS-4 (Panzer)
Der IS-4 (russisch ИС-4, von Iossif Stalin; deutsch Josef Stalin) war ein schwerer sowjetischer Panzer, der gegen Ende des Zweiten Weltkrieges entwickelt und von 1947 bis 1949 in Serie hergestellt wurde. Im deutschsprachigen Raum ist der Panzer teilweise auch unter der Bezeichnung JS-4 bekannt.

## Geschichte

### Prototypen
Die Arbeit an einem neuen schweren Panzer wurde im Dezember 1943 gestartet, zu einem Zeitpunkt, als das erste Modell der IS-Serie, der IS-85, noch gar nicht im Dienst war. 1944 wurden die ersten sechs Prototypen unter der Bezeichnung „Objekt 701“ hergestellt und bis zum Frühjahr 1945 erprobt. Der Entwurf basierte auf dem IS-2, wobei die Wanne zugunsten leistungsstärkerer Motoren verlängert sowie die Panzerung verstärkt wurde. Dadurch stieg das Gewicht des neuen Panzers stark an. Zwei weitere Fahrzeuge mit erneut verstärkter Panzerung folgten. Die Prototypen wurden mit unterschiedlichen Bewaffnungen erprobt: Die Prototypen 701-5 und 701-6 erhielten die 122-mm-Kanone D-25, der Prototyp 701-2 wurde mit der 100-mm-Kanone S-34 mit verstärkter Turmpanzerung an der Frontseite getestet. Auch die D-10T wurde erprobt. Letztendlich wurde die 122-mm-Kanone D-25T als Hauptbewaffnung ausgewählt, da diese bereits beim IS-2 erfolgreich zum Einsatz kam. Mitte 1945 wurde die Weiterentwicklung des Objekts 701 zugunsten des IS-3 vorläufig eingestellt, da diese ein moderneres Panzerungslayout (umgekehrte V-Bugform an der Frontseite der Wanne, runder Geschützturm in geschossabweisender Kuppelform) bei geringerem Gewicht aufwies. Als während der sowjetischen Invasion der Mandschurei im August 1945 zahlreiche Mängel am IS-3 auftraten, wurden die Arbeiten am Objekt 701 wieder aufgenommen, da man glaubte, dass der relativ konventionelle Entwurf ein geringeres Entwicklungsrisiko aufwies.

### Serienproduktion
1946 wurde das Objekt 701 offiziell von der Sowjetarmee übernommen und erhielt die Bezeichnung IS-4. Gleichzeitig wurde im Tscheljabinsker Traktorenwerk die Produktion vom IS-3 auf den IS-4 umgestellt. Wegen schwerer Kriegsschäden der sowjetischen Infrastruktur und zahlreicher Mängel am Fahrzeug, wegen denen die Werkskapazitäten für Nachbesserungen benötigt wurden, konnten die geforderten Stückzahlen nicht erreicht werden. Die schlechte Fertigungsqualität der einzelnen Komponenten verschärfte die Situation noch weiter. So entstanden 1946 statt der geplanten 155 Serienfahrzeuge nur sechs weitere Prototypen, gleichzeitig wurden rund 30 % des Entwurfs überarbeitet, wobei einige Komponenten des deutschen Panzerkampfwagens Panther übernommen wurden. Mit diesen Änderungen konnten 1947 52 Fahrzeuge produziert werden, was aber dennoch deutlich hinter der geforderten Stückzahl von 200 lag. Trotz dieser Anpassung zeigte sich 1948 bei den Feldtests, dass die Fahrzeuge weiterhin eine zu hohe Ausfallrate besaßen, insbesondere als Folge von Fertigungsmängeln. Da mehrere Aktionspläne zur Verbesserung der Konstruktion und der Fertigung nicht umgesetzt wurden, wurde die Produktion nach 219 Serienfahrzeugen im August 1949 gestoppt. Das gesamte Konstruktionsteam wurde anderen Entwicklungen zugewiesen, u. a. dem schweren Panzer „Objekt 730“. Dennoch kam es 1951 zu einer kleinen Produktion von 25 verbesserten IS-4M Fahrzeugen, bei denen nochmals die Frontpanzerung verstärkt und einige Änderungen zur Steigerung der Zuverlässigkeit durchgeführt wurden.
| Variante   | 1944 | 1945 | 1946 | 1947 | 1948 | 1949 | 1950 | 1951 | Insgesamt |
| ---------- | ---- | ---- | ---- | ---- | ---- | ---- | ---- | ---- | --------- |
| Objekt 701 | 6    | 2    | 6    | -    | -    | -    | -    | -    | 14        |
| IS-4       | -    | -    | -    | 52   | 155  | 12   | -    | -    | 219       |
| IS-4M      | -    | -    | -    | -    | -    | -    | -    | 25   | 25        |

## Konstruktion
Die Wanne des IS-4 hat ein konventionelles Design, die Form der Bugplatte wurde vom IS-2 übernommen. Der Turm sitzt im vorderen Drittel der Wanne, der Motor vom Typ W-12 ist eine Weiterentwicklung des W-2 mit Kompressoraufladung und erhöhtem Einspritzdruck. Das Stützrollenlaufwerk hat sieben Laufrollen und drei Stützrollen pro Seite. Der Turm ähnelt anderen Turmentwürfen sowjetischer Panzer der späten Kriegs- und Nachkriegszeit mit einem Überhang am Turmheck, z. B. dem des ersten T-54-Prototypen. Er wies noch nicht die für sowjetische Panzer des Kalten Krieges typische sphärische Form auf, die bei den schweren sowjetischen Panzern mit dem IS-3 eingeführt wurde. Auf dem Wannenheck waren, wie bei anderen sowjetischen Panzern üblich, Zusatztanks angebracht. Die Anordnung der Tanks wich von der beim IS-2 ab, und zwar waren beim IS-4 zwei Tanks an jeder Seite parallel nebeneinander angeordnet.

## Dienstzeit
Der IS-4 wurde im Osten der Sowjetunion, an der Grenze zu China, stationiert. Im Betrieb wurde schnell klar, dass der IS-4 aufgrund seines hohen Gewichtes eine logistische Herausforderung für die Panzertruppe darstellt, da er von zahlreichen Brücken nicht getragen werden konnte und sie somit nicht passieren durfte. Das schränkte seine Einsetzbarkeit stark ein. Der sinkende Bedarf an schweren Panzern (zumal mit dem IS-3 und dem T-10 leichtere und in deutlich größeren Stückzahlen produzierte Alternativen vorhanden waren) und die nie gelösten Probleme mit der Zuverlässigkeit der Fahrzeuge führten dazu, dass bereits 1960 alle IS-4 wieder ausgemustert wurden. Einige Fahrzeuge wurden demontiert und als stationäre Geschütztürme verwendet, andere wurden in den 1970er Jahren als Hartziele zerstört.

## Technische Daten
- Gewicht
  - Gefechtsgewicht: 59,49 t (IS-4M: 59,9 t)
  - Bodendruck: 0,9–0,93 kg/cm²
- Abmessungen
  - Länge über alles mit Rohr nach vorn: 9,79 m
  - Länge der Wanne: 6,60 m
  - Breite über alles: 3,23 m
  - Höhe: 2,48 m
  - Radstand: 4,385 m
  - Bodenfreiheit: 41 cm
- Antrieb
  - Motor
    - Typ: W-12
    - Leistung: 750 PS (552 kW)
- Fahrleistungen
  - Höchstgeschwindigkeit Straße: 41 bis 43 km/h (je nach Quelle)
  - Höchstgeschwindigkeit Gelände: 15 bis 20 km/h (je nach Quelle)
  - Leistungsgewicht: 12,5 PS/t (IS-4M: 11,7 PS/t)
  - Kletterfähigkeit:
  - Steigung: 35°
  - Watfähigkeit: 1,50 m
  - Fahrbereich Straße: 320 km
  - Fahrbereich Gelände: 80 bis 140 km
- Bewaffnung
  - Hauptgeschütz: 122-mm-Kanone D-25T L/43
  - Nebenbewaffnung
    - 2 × 12,7-mm-MG DSchK

  - Munition
    - Kanone: 30 Schuss
    - MGs: 1000 Schuss
- Panzerung[4][5]
  - Wannenpanzerung Front / Seite: 140 mm 61° (unten 160 mm 40°) / 160 mm 30°
  - Turmpanzerung Front / Seite: 250 mm 0° / 200 mm 35°
- Besatzung: 4 Mann
- Stückzahl: 255